# Kim Jeong-suk
Kim Jung-sook GCMrN • GCEP (em coreano: 김정숙; Seul, 15 de novembro de 1954) é uma cantora clássica sul-coreana e a esposa de Moon Jae-in, o 12.º presidente da Coreia do Sul. Ela atuou como primeira-dama do país de 10 de maio de 2017 a 10 de maio de 2022.

## Honras
- Noruega: Grã-cruz da Ordem do Mérito Real da Noruega (12 de junho de 2019).[3]
- Suécia: Comandante Grã-Cruz da Ordem Real da Estrela Polar (14 de junho 2019).[4]